# Daryl Thompson
Daryl Marcelus Thompson (né le 2 novembre 1985 à La Plata, Maryland, États-Unis) est un lanceur droitier de baseball sous contrat avec les Twins du Minnesota de la Ligue majeure de baseball.

## Carrière
Daryl Thompson est sélectionné en huitième ronde en 2003 par les Expos de Montréal. Il entreprend sa carrière en ligues mineures avec les clubs affiliés à cette franchise, qui déménage à Washington en 2005. Le 13 juillet 2006, les Nationals de Washington échangent cinq joueurs (l'arrêt-court Royce Clayton, l'avant-champ Brendan Harris, le lanceur gaucher Bill Bray, le lanceur droitier Gary Majewski et Thompson) aux Reds de Cincinnati en retour du voltigeur Austin Kearns, de l'avant-champ Felipe López et du lanceur droitier Ryan Wagner.
Daryl Thompson fait ses débuts dans les majeures avec Cincinnati. Il joue son premier match le 21 juin 2008. En trois départs, le lanceur partant écope de la défaite à deux reprises, et affiche une moyenne de points mérités de 6,91 en 14 manches et un tiers lancées.
Il lance en ligue mineure en 2009 et 2010 sans être rappelé dans les grandes ligues par les Reds. Il revient à Cincinnati pour un seul match en 2011. 
Le 22 novembre 2011, il signe avec les Twins du Minnesota.

## Statistiques
| Saison | Équipe     | G | GS | CG | SHO | V | D | SV | IP   | SO | ERA  |
| ------ | ---------- | - | -- | -- | --- | - | - | -- | ---- | -- | ---- |
| 2008   | Cincinnati | 3 | 3  | 0  | 0   | 0 | 2 | 0  | 14.1 | 6  | 6,91 |
| Totaux | Totaux     | 3 | 3  | 0  | 0   | 0 | 2 | 0  | 14.1 | 6  | 6,91 |

Note : G = Matches joués ; GS = Matches comme lanceur partant ; CG = Matches complets ; SHO = Blanchissages ; 
V = Victoires ; D = Défaites ; SV = Sauvetages ; IP = Manches lancées ; SO = Retraits sur des prises ; ERA = Moyenne de points mérités.